# Osamu Umeyama
Osamu Umeyama (梅山 修 Umeyama Osamu?, nacido el 16 de agosto de 1973 en Saitama) es un exfutbolista japonés. Jugaba de defensa y su último club fue el Albirex Niigata de Japón.

## Trayectoria

### Clubes
| Club            | País  | Año         |
| --------------- | ----- | ----------- |
| NKK             | Japón | 1992 - 1993 |
| Avispa Fukuoka  | Japón | 1994 - 1997 |
| FC Tokyo        | Japón | 1998 - 2001 |
| Verdy Kawasaki  | Japón | 2000        |
| Shonan Bellmare | Japón | 2002 - 2003 |
| Albirex Niigata | Japón | 2004 - 2006 |